# In the Eye of the Storm (Roger Hodgson)
In the Eye of the Storm è il primo album del musicista britannico Roger Hodgson, pubblicato nell'ottobre 1984.

## Descrizione
L'album, realizzato dalla A&M su LP, musicassetta e CD, è prodotto dallo stesso interprete, che è anche unico autore e arrangiatore dei brani.

## Tracce

### Lato A
1. Had a Dream (Sleeping with the Enemy)
2. In Jeopardy
3. Lovers in the Wind
4. Hooked on a Problem

### Lato B
1. Give Me Love, Give Me Life
2. I'm Not Afraid
3. Only Because of You